# Hugo Herman Böcker
Hugo Herman Böcker, född 16 april 1776 i Göteborg, död 6 november 1823 i Lund, var en svensk läkare och livmedikus.
Böcker var son till bataljonspredikanten Karl Kristian Böcker. Han var elev vid Göteborgs trivialskola och gymnasium 1787-96 och blev därefter student vid Uppsala universitet, där han blev medicine filosifie kandidat 1801, medicine kandidat 1804, medicine licentiat 1805, medicine doktor 1806 och kirurgie magister 1808. Under sin studietid företog han även vidsträckta studieresor utomlands, och lät trycka flera arbeten där han lade fram sina erfarenheter. 1805 gjorde han en resa till Ryssland där han besökte medico-kirurgiska akademien i Sankt Petersburg, Vetenskapsuniversitetet i Moskva och andra anstalter, och inlämnade vid sin hemkomst en utförlig rapport om sina besökt till Collegium medicum. Efter ett besök i Norge 1807 anträdda han med ett kirurgiskt stipendium en utrikes resa där han en längre tid vistades i London, och då tjänstgjorde vid de större hospitalen. 1811 företog han en resa över Paris till Italien där han besökte Milano, Pavia, Florens och Venedig och under hemresan även Wien. Böcker blev 1807 ledamot av Collegium medicum och 1810 hovmedikus, samt 1811 prosektor vid Karolinska Institutet, även om han aldrig tillträdde den befattningen.
Vid sin återkomst från den italienska resan 1812 efterträdde han Johan Lorentz Odhelius som överläkare vid Serafimerlasarettet, och öppnade samtidigt en privatpraktik i Stockholm. Samtidigt ägnade han sig åt ett omfattande vetenskapligt författarskap, varibland märks en uppsats om behandling av ansiktros (1820) och en översättning med kommentarer av William Heberdens avhandling om hypokondriska och hysteriska sjukdomar (1822). Böcker blev 1813 läkare vid Kungliga Teatern, erhöll 1814 professors titel samt blev samma år läkare vid Djurgårdsbrunn, 1815 intendent där. Under senare år drabbades Böcker av psykisk sjukdom och lämnade 1822 sina befattningar. Under en brunnsvistelse i Karlsbad 1823 avled han av ett slaganfall.
Böckers korrespondens med Jöns Jacob Berzelius förvaras i Vetenskapsakademiens bibliotek.